# Plektruda
Plektruda (zm. po 717) – żona frankijskiego majordoma Pepina z Heristalu.
Była córką Hugoberta, seneszala króla Chlodwiga IV i Irminy z Oeren. Około 670 roku poślubiła Pepina z Heristalu, późniejszego majordoma królestwa Franków. Miała z nim dwóch synów Droga i Grimoalda.
Plektruda, jako pochodząca z możnego rodu, wniosła ze sobą znaczne posiadłości ziemskie w rejonie Mozeli. Ziemie te, w połączeniu z rodowymi posiadłościami Arnulfingów, stworzyły materialne podstawy władzy potomków Pepina z Heristalu. Podejrzewa się, że jej rola u boku męża była znaczna, gdyż jej imię pojawia się na wszystkich dyplomach Pepina jako współwystawczyni .
Po śmierci obydwu synów starała się zachować jego dziedzictwo męża dla wnuków. W celu zabezpieczenia ich interesów uwięziła syna Pepina ze związku z Alpaidą – Karola Młota. Udało jej się osadzić Teudoalda na stanowisku majordoma Austrazji, a Arnulfa – Neustrii. Już w 715 doszło do buntu w Neustrii, który doprowadził do obalenia rządów Teudoalda. W 716 roku zdecydowała się poprzeć króla Chilperyka II i jego majordoma Ragenfrieda przeciwko Karolowi, który tym czasie zbiegł z więzienia. W 717 roku Karol Młot pokonał Chilperyka II i Ragamfreda pod Vincy, po czym namówił macochę do wydania mu skarbu ojca. Plektruda zmarła prawdopodobnie niedługo potem w Kolonii, gdzie została pochowana .